# Das Märchen vom Zaren Saltan (Oper)
Das Märchen vom Zaren Saltan, von seinem Sohn, dem ruhmreichen und mächtigen Recken Fürst Gwidon Saltanowitsch, und von der wunderschönen Schwanen-Zarewna ist eine Oper in vier Akten mit Prolog in sieben Bildern von Nikolai Rimski-Korsakow (Musik) mit einem Libretto von Wladimir Belski nach einem Märchen von Alexander Puschkin. Die Uraufführung fand am 21. Oktoberjul. / 3. November 1900greg. im Solodownikow-Theater in Moskau durch das Ensemble der Russischen Privatoper von Sawwa Mamontow statt. Große Bekanntheit erreichte der Hummelflug aus dem dritten Akt.

## Handlung

### Prolog
Dörfliche Stube, Winterabend
In Gegenwart der alten Babaricha spinnen die drei Schwestern Powaricha, Tkatschicha und Militrissa Garn. Die beiden älteren sind faul und eingebildet. Sie hetzen Militrissa von einer Hausarbeit zur nächsten, während sie davon träumen, vom Zaren zur Braut erwählt zu werden. Babaricha unterstützt sie dabei. In diesem Moment schaut der Zar unbemerkt zur Tür herein und belauscht ihr Gespräch: Powaricha fantasiert davon, als Zarin ein Bankett für die ganze Welt zuzubereiten. Tkatschicha würde einen wunderschönen Stoff weben. Militrissa dagegen meint, sie könne nichts dergleichen, sondern würde dem Zaren einen heldenhaften Sohn schenken. Der Zar tritt ein, erklärt Militrissa zu seiner Braut und stellt ihre beiden Schwestern als Köchin und Weberin ein. Er verlässt mit Militrissa das Haus. Die enttäuschten Schwestern wollen sich für diese Erniedrigung rächen, und Babaricha schlägt einen perfiden Plan vor: Da der Zar viel Zeit im Krieg verbringt, wird er nicht anwesend sein, wenn sein Kind zur Welt kommt. Sie werden daher den Boten abfangen und die Nachricht von der Geburt des Thronerben so verfälschen, dass er glaubt, Militrissa habe ein Monster geboren: „Weder Mensch noch Thier zu nennen, Noch als Vogel zu erkennen.“ Alle lachen.
Ein Orchesterzwischenspiel stellt Saltans Auszug in den Krieg dar. Es beginnt mit einem karikierten Marsch und verwandelt sich in ein bildhafte Schlachtmusik.

### Erster Akt
Zarenhof in Tmutarakan, Meeresufer, auf einer Seite die offene Vorhalle von Saltans Schloss, auf der anderen die Stadt

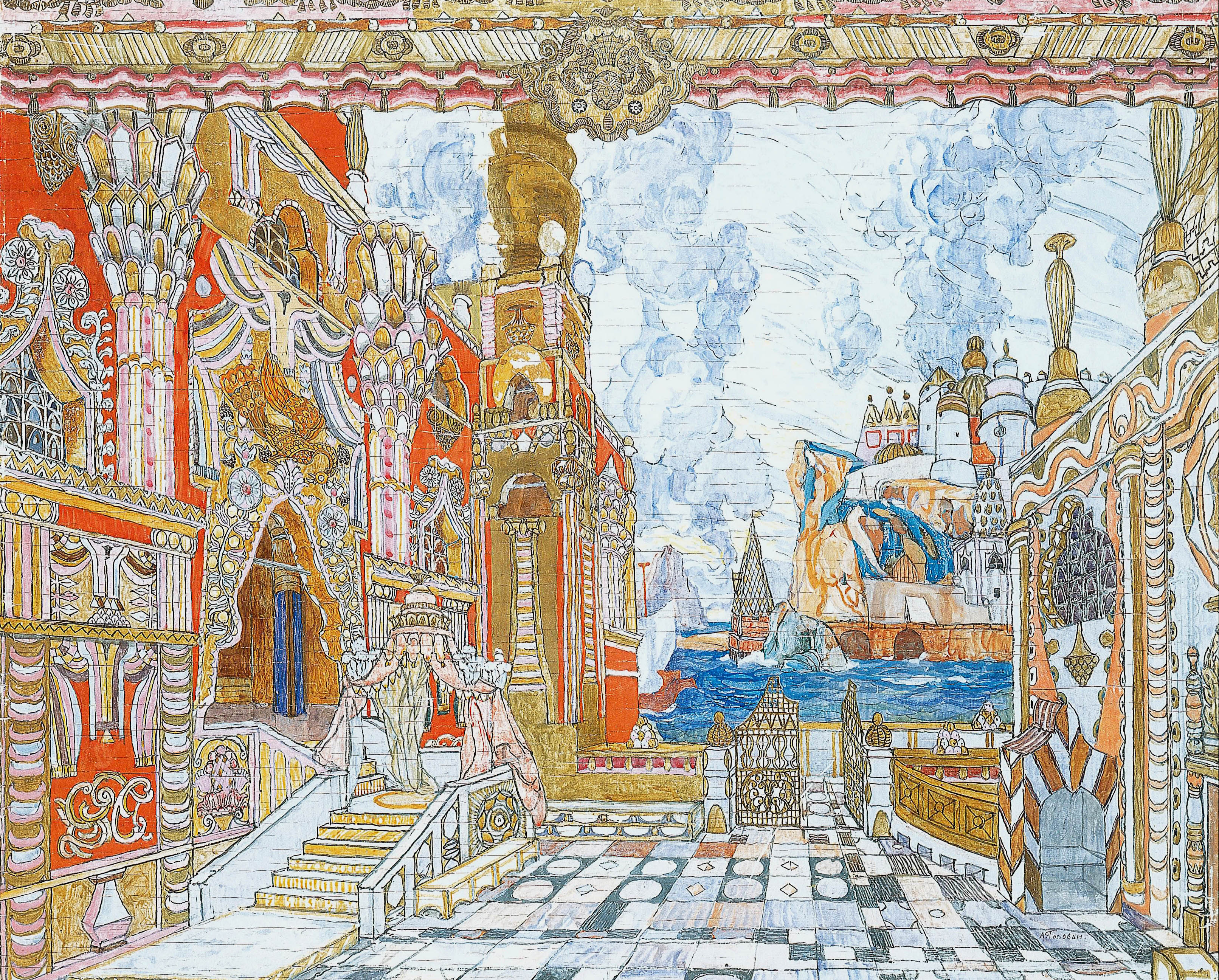
Alexander Golowin: Der Palast von Zar Saltan (1907, nicht realisiert)

Zarin Militrissa hat inzwischen ihren Sohn Gwidon geboren und wartet sehnsüchtig auf die Antwort ihres Mannes auf ihre Nachricht. Während sie in Gegenwart der alten Babaricha und des Hofnarren stickt, singen die Ammen dem Zarewitsch ein Wiegenlied. Babaricha singt das Lied mit ins Negative verkehrtem Text mit. Der Narr versucht vergeblich, Militrissa mit seinen Scherzen abzulenken. Ihre Schwester Powaricha bringt Kuchen. Mehrfach vom Narren unterbrochen trägt ein alter Mann ein Märchen vor, in dem ein Bär allen Vögeln den Krieg erklärt, weil seine alten Schuhe von Gänsen zerrissen wurden. Tkatschicha präsentiert ihrer Schwester einen Teppich, der sie aber nicht interessiert. Mittlerweile ist der Zarewitsch zum Knaben herangewachsen und läuft seinen sieben Ammen davon. Der alte Mann und das Volk freuen sich über seine Ähnlichkeit mit seinem Großvater und huldigen ihm. Da erscheint endlich der Bote des Zaren. Entsetzt hören alle den Befehl des Zaren, die Zarin und ihren Spross unverzüglich in einem Fass ins Meer zu werfen. Militrissa, das Volk und die Bojaren können das nicht glauben, doch Babaricha und die beiden Schwestern warnen vor dem Zorn des Zaren, sollte seine Anordnung missachtet werden. Militrissa fügt sich schließlich. Das Volk begleitet sie mitfühlend, während der Befehl ausgeführt wird. Militrissa ruft die Meereswelle um Rettung an. Die Schwestern und Babaricha lachen höhnisch.
Ein Orchesterzwischenspiel beschreibt die Reise des Fasses durch das Meer, bis es an die Küste einer öden Insel gespült wird. Der jetzt zum Helden herangewachsene Gwidon öffnet den Deckel und hilft seiner Mutter heraus.

### Zweiter Akt
Die Insel Bujan, Meeresufer, auf einer Seite im Hintergrund eine Landzunge, auf der andern eine Anhöhe mit einer Eiche
Militrissa betrachtet traurig die karge Landschaft der Insel. Gwidon dagegen ist optimistisch. Er bewundert Blumen und bunte Schmetterlinge und formt aus einem Eichenzweig und seinem Halsband einen Bogen, um auf die Jagd zu gehen. Da erblickt er über dem Meer einen von einem riesigen Geier verfolgten Schwan und erlegt den Geier mit seinem Bogen. Hinter der Bühne erklingen klagende Stimmen von Geistern und einem Zauberer, doch im Mondschein steigt der gerettete Schwan aus dem Meer und erklärt Gwidon, dass er eigentlich eine verzauberte Königstochter sei. Er verspricht, ihm als Dank für die Rettung vor dem Zauberer in Zukunft mit Rat und Tat beizustehen, und verschwindet wieder im Meer. Vor der Nachtruhe erzählt Militrissa ihrem Sohn die Geschichte seiner Geburt und ihrer ungerechten Verbannung durch den Zaren. Als sie am nächsten Morgen erwachen, erblicken sie im Nebel die Konturen der verwunschenen Stadt Ledenez, deren Bann durch den Tod des Zauberers gebrochen wurde. Die Einwohner strömen unter Glockengeläut heraus, bedanken sich bei Gwidon und ernennen ihn zu ihrem Herrscher. Ermutigt von seiner Mutter nimmt Gwidon die Fürstenkrone an und wird unter Kanonendonner und feierlichen Lobgesängen in die Stadt geführt.

### Dritter Akt
Erstes Bild. Bewaldetes Meeresufer auf der Insel Bujan
Gwidon betrachtet wehmütig ein Handelsschiff, das auf dem Weg in das Reich Saltans an der Insel vorbei segelt. In Gedanken bittet er die Reisenden, seinem Vater Grüße zu überbringen. Da erscheint der Schwan und fordert ihn auf, ihm sein Leid zu klagen. Gwidon teilt ihm mit, dass er endlich seinen Vater kennenlernen wolle. Sein magisches Eichhörnchen und seine dreiunddreißig Ritter langweilen ihn nur noch. Der Schwan verwandelt ihn daraufhin in eine Hummel, die zum Schiff fliegt und mit den Matrosen nach Tmutarakan reist.
Zweites Bild. Zarenhof in Tmutarakan, wie im ersten Akt
Die Schiffer landen am Zarenhof und werden von Babaricha und dem Zaren zum Festmahl geladen. Die Hummel folgt ihnen unbemerkt. Babaricha und die beiden Schwestern der Zarin sorgen für die Bewirtung, während die Reisenden von ihren Erlebnissen in fremden Ländern erzählen. Auch von Gwidons Insel und seiner über Nacht aufgestiegenen prächtigen Stadt wissen sie zu berichten. Da Saltan neugierig geworden ist und diese Insel selbst besuchen möchte, fordert Babaricha die Schwestern auf, dem etwas entgegenzusetzen. Die Bäckerin beginnt mit einer eigenen Erzählung, wird aber von der Hummel in die Augenbrauen gestochen. Die Schiffer berichten nun von Gwidons zahmem Eichhörnchen, das Nüsse mit goldenen Schalen und Smaragden als Kern knackt. Diese Geschichte versucht die Weberin mit einer anderen zu übertrumpfen. Auch sie wird gestochen. Als Nächstes erzählen die Schiffer von den dreiunddreißig Helden, die jeden Tag unter der Führung Tschernomors aus dem Meer steigen. Babaricha versucht, die Wirkung mit einer anderen Erzählung auszustechen – und wird von der wütenden Hummel ins Auge gestochen. Die drei Frauen und die Schiffer machen vergeblich Jagd auf die Hummel. Saltan verbietet allen Hummeln den Zugang zu seinem Hof und verurteilt die Wachen zum Tod am Galgen.

### Vierter Akt
Meeresufer der Insel Bujan wie im ersten Bild des dritten Akts. Nacht
Beim Anblick des Meeres sehnt sich Gwidon nach einer Geliebten. Er ruft den Schwan herbei, damit der ihm eine passende Frau besorgt. Man spreche in der Welt von einer „Königsmaid, deren Schönheit Augenweid’. Tags die Sonne sie verscheuchet, Nachts die Erde sie erleuchtet, Vollmond unterm Zopfe schimmert, An der Stirn ein Sternchen flimmert“. Der Schwan versichert ihm, dass es dieses Mädchen tatsächlich gebe. Gwidon solle aber gründlich darüber nachdenken, bevor er ihr die Treue schwört. Als Gwidon seine Entscheidung glaubhaft bestätigt, verwandelt sich der Vogel selbst in die Prinzessin – unter dem Zopf einen Mond, an der Stirn einen Stern. Plötzlich ist es heller Tag. Die Schwanenprinzessin ist bereit, Gwidon zu heiraten. Ein Mädchenchor hinter der Bühne besingt die so frühzeitig aufgegangene Sonne. Militrissa erscheint mit ihren Dienerinnen zum morgendlichen Seebad. Gwidon und die Schwanenprinzessin bitten sie um ihren Segen. Gwidon hofft, dass sein Vater rechtzeitig zur Hochzeit eintreffen wird.

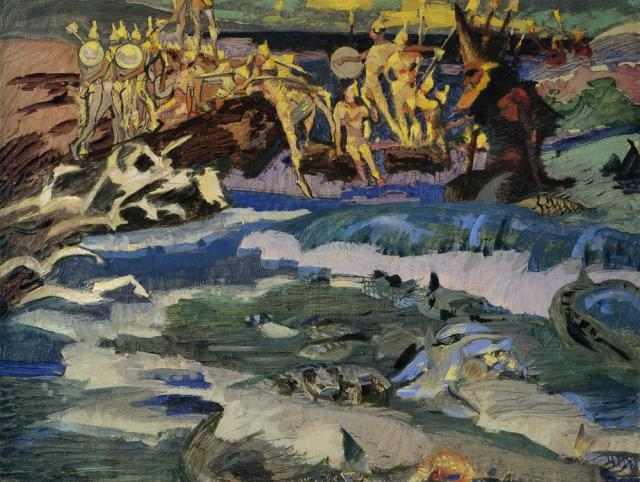
Michail Wrubel: Die 33 Ritter (1901)

Eine Orchestereinleitung zum nächsten Bild beschreibt die drei Wunder der Insel: das Eichhörnchen mit den goldenen Nüssen, die dreiunddreißig Ritter und die Schwanenprinzessin.
Die Inselstadt Ledenez, das Innere des Kreml mit den fürstlichen Gemächern, Aussicht auf die Stadt und das von Schiffen befahrene Meer

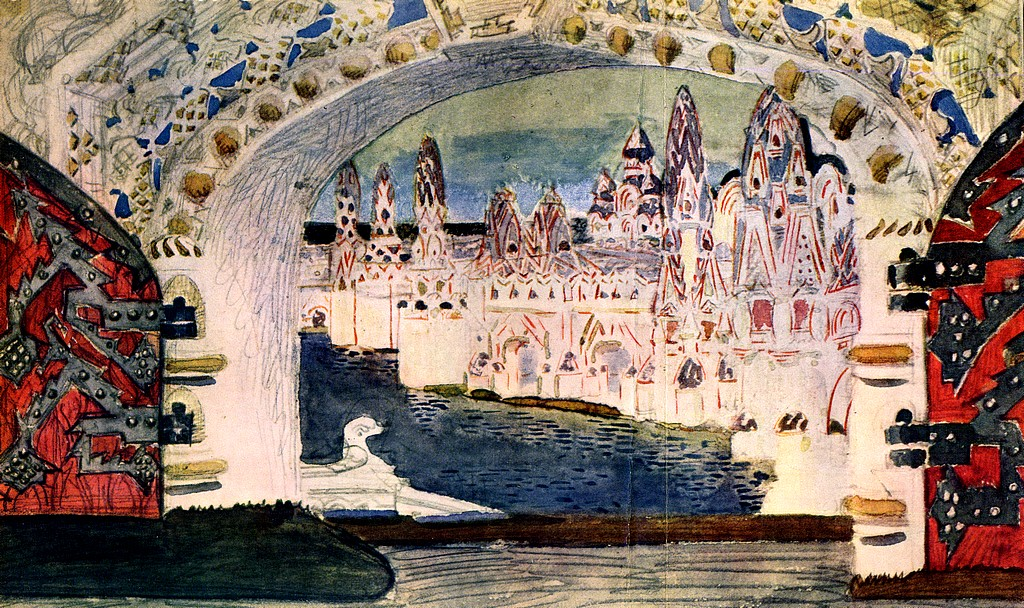
Michail Wrubel: Bühnenbildentwurf für das zweite Bild des vierten Akts (1900)

Gwidon und Militrissa beobachten durch ein Fernglas die Ankunft von Saltans Flotte. Nach deren Eintreffen werden der Zar, der alte Mann, der Narr und weiteres Gefolge von den Stadtbewohnern ehrenvoll empfangen. Auf Gwidons Frage nach seinem Wohlbefinden erzählt Saltan ihm traurig von seiner nur zwanzig Tage währenden Ehe und seiner Reue, seine Frau während der Zeit seines Kriegszugs nicht besser beschützt zu haben. Babaricha und die beiden Schwestern werfen ihm seine Weinerlichkeit vor. Darauf zeigt Gwidon ihm das magische Eichhörnchen, die dreiunddreißig Ritter und die Schwanenprinzessin. Saltan bittet letztere um ein weiteres Wunder: Sie soll seine verlorene Königin zu ihm bringen. Das kann sie leicht erfüllen, denn schon nähert sich Militrissa. Die beiden versöhnen sich schnell, und Saltan lernt in Gwidon seinen Sohn kennen. Babaricha sieht ein, dass ihre Zeit vorbei ist, und zieht sich unauffällig zurück. Die beiden Schwestern geben ihr die Schuld an ihren eigenen Untaten. Obwohl Gwidon dies nicht glaubt, vergibt er ihnen großmütig. Er weiß, dass es ohne ihre Ränke nie zu dieser Hochzeit gekommen wäre. Alle preisen die Schwanenprinzessin und begeben sich zum großen Hochzeitsschmaus. Der alte Mann freut sich darauf, nach seiner Rückkehr von dieser Feier zu erzählen.

## Gestaltung

### Libretto
Wladimir Belski schuf insgesamt drei Libretti auf „Skaska“-Vorlagen (russische Märchen) für Rimski-Korsakow. Das Märchen vom Zaren Saltan ist das erste dieser Reihe. Es basiert auf einer Vorlage von Alexander Puschkin, die Belski um eigene Verse erweiterte. Seine Arbeit zeichnet sich durch große literarische Qualitäten aus und meistert mit dem archaischen und dem bäuerlich-poetischen zwei komplizierte und wenig typische russische Idiome.
Die auf Wunsch Rimski-Korsakows integrierte Erzählung des alten Mannes (Erzählung vom Krieg des Bären gegen die Vögel) ist die Bearbeitung einer Volksmärchen-Parodie von Puschkin. Sie ersetzte Puschkins ursprünglich vorgesehenes Märchen vom Popen und seinem Knecht Balda.:447

### Musik
Das Märchen vom Zaren Salten kennzeichnet den Beginn einer neuen Schaffensperiode Rimski-Korsakows. Es handelt sich um die erste der großen Märchenopern seines Spätwerks. Diese Opern zeichnen sich wie ihre jeweiligen Vorlagen durch einen rhapsodisch erzählenden Stil aus. Auf Dramatik oder psychologische Deutungen wird verzichtet. Die Melodien sind meist schlicht. Die Gesangspartien sind über größere Strecken rezitativisch. Sie orientieren sich eng am Text, gewinnen aber durch abwechslungsreiche Instrumentierung an Lebendigkeit. Auch die formal in sich abgeschlosseneren Stücke beziehen sich direkt auf die Handlung und leiten in die freieren Teile über.
Anders als in seinen früheren Märchenopern folgt hier auch die Form derjenigen der Vorlage, einer russischen „Skaska“ (Märchen). Jeder Akt sowie die Orchesterzwischenspiele werden durch eine Fanfare eingeleitet, die die Funktion der „Priskaska“ des Märchenerzählers übernimmt. Mit solchen Fanfaren wurde üblicherweise auf Jahrmarkt-Theatervorstellungen das Publikum angelockt.:114 Die Melodie dieser Fanfare übernehmen am Schluss der Oper alle Darsteller gemeinsam mit dem Text „Und mit diesem Hochzeitsschmaus Ist das ganze Märchen aus!“. Sie treten hier gewissermaßen aus ihrer Rolle heraus. Die Musik entwickelt sich formal entlang der Strophen des Märchens, dessen Handlung durch Wiederholungen und Stilisierungen geprägt ist. Abgesehen von den romantischen Zügen Militrissas sind die meisten Charaktere buffoesk gezeichnet. Entsprechend greift die Musik verschiedene zeitgenössische Genres populärer Musik auf – Kinderlieder, Wiegenlieder (darunter eines vom Kindermädchen seiner eigenen Kinder) oder Jahrmarktmelodien. An das Jahrmarkt-Theater erinnert auch die Situationskomik einiger Stellen wie die Jagd der Ammen nach dem jungen Gwidon im ersten Akt oder die Angriffe der Hummel im zweiten Bild des dritten Akts sowie die vom Komponisten ergänzten Figuren des alten Mannes und des Hofnarren.
Das Duett der beiden älteren Schwestern im Prolog ist aus mindestens vier Volksliedern zusammengesetzt, von denen drei aus Rimski-Korsakows Sammlung von 1877 stammen. Auch der Auftritt des Zaren wird mit Musik aus dieser Sammlung begleitet, die im weiteren Verlauf zu dessen Leitthema wird. Militrissas kurze Arie zu Beginn des ersten Akts ist ein stilisiertes Volkslied. Die Lieder der Ammen im Hintergrund bestehen aus bekannten schlichten Wiegen- und Kinderliedern der mündlichen Überlieferung, die Rimski-Korsakow nicht in seine Sammlung aufnahm. Für Militrissas Erschrecken nach ihrer unerwarteten Verurteilung griff er ein bekanntes Hochzeitslied aus seiner Anthologie auf. Der Begrüßungschor der Einwohner der erlösten Stadt im zweiten Akt nutzt Material der orthodoxen Liturgie. Die Musik, mit dem das wundersame Eichhörnchen im vierten Akt dargestellt wird, verwendet ein bekanntes und vielfach bearbeitetes russisches Volkslied: Wo sadu li, w ogorode (Во саду ли, в огороде, deutsch etwa ‚Im Garten oder im Feld‘). Das Motiv, mit dem am Ende die Rückkehr in die Heimat besungen wird, stammt wiederum aus der Sammlung des Komponisten.
Rimski-Korsakow schrieb in der Chronik meines musikalischen Lebens, dass er in dieser Oper einen „gemischten instrumental-vokalen Stil“ verwendet habe. Die phantastischen Elemente seien „in einem harmonisch und figurativ komplexen Idiom gehalten“, die realistischen Teile um die Schwestern und den Zaren in einem sanglicheren „volkstümlicheren Ton“. Den einzelnen Personen und Situationen sind jeweils eigene musikalische Figuren zugewiesen, die aber nicht im Sinne von Wagners Leitmotiven zu verstehen sind, sondern eher die jeweilige Atmosphäre oder den Personencharakter spiegeln. Diese „Leitgedanken“ bilden innerhalb der Oper ein komplexes Geflecht. Auf diese Weise gelingt es Rimski-Korsakow, in den Orchesterzwischenspielen die jeweiligen Handlungselemente heraufzubeschwören. Insgesamt gibt es ungefähr zwanzig solcher Motive, die gleichermaßen Tieren, Menschen, Dingen und Naturkräften zugewiesen sind und diese in Beziehung zueinander setzen. Sigrid Neef nannte beispielhaft die sich entwickelnde Beziehung Militrissas zum Meer oder die „musikalische Metamorphose der Tonne“.:235ff Dem Gwidon sind gleich drei Instrumente zugewiesen: seine Flucht vor den Ammen in seiner Kindheit wird von der Klarinette begleitet, seine Jagdleidenschaft als junger Mann von einem Horn und seine spätere sensible Natur von einem Violoncello.:237f Die beiden Gestalten des Schwans sind musikalisch unterschiedlich gestaltet. Als Vogel ist ihm eine von disharmonischen Akkorden begleitete instrumental-figurative chromatische Linie zugewiesen. Diese verändert sich während seiner Verwandlung und nähert sich dem Stil des russischen „gedehnten Lieds“ (protjashnaja pesnja) an. Die Musik der Schwanen-Zarewna unterscheidet sich deutlich von der lyrisch-diatonischen Gestaltung Militrissas.:448

### Orchester
Die Orchesterbesetzung der Oper enthält die folgenden Instrumente::228
- Holzbläser: Piccoloflöte, zwei Flöten, zwei Oboen, Englischhorn, drei Klarinetten (3. auch Bassklarinette), zwei Fagotte, Kontrafagott
- Blechbläser: vier Hörner, drei Trompeten, drei Posaunen, Tuba
- Pauken, Schlagzeug: kleine Trommel, große Trommel, Becken, Triangel, Tamburin, Xylophon, Glockenspiel
- Celesta
- zwei Harfen
- Streicher
- Bühnenmusik: sechs bis zwölf Trompeten, große Trommel (Kanonen), Glocken unbestimmter Tonhöhe

### Musikalische Motive (Auswahl)
Eine detaillierte Ausführung über die in der Oper verwendeten Motive findet sich in Nikolai van Gilse van der Pals’ Buch N. A. Rimsky-Korssakow. Opernschaffen nebst Skizze über Leben und Wirken, dem auch die folgenden Beispiele entnommen sind.
- Die einleitende Trompetenfanfare:[7]:407
Die Audiowiedergabe wird in deinem Browser nicht unterstützt. Du kannst die Audiodatei herunterladen.
- Verkettete Marschmotive des Zaren Saltan:[7]:411f
Die Audiowiedergabe wird in deinem Browser nicht unterstützt. Du kannst die Audiodatei herunterladen.
 und
 Die Audiowiedergabe wird in deinem Browser nicht unterstützt. Du kannst die Audiodatei herunterladen.
- Das Motiv der Lebensfreude Gwidons:[7]:418
Die Audiowiedergabe wird in deinem Browser nicht unterstützt. Du kannst die Audiodatei herunterladen.
- Das Heldenmotiv Gwidons:[7]:427
Die Audiowiedergabe wird in deinem Browser nicht unterstützt. Du kannst die Audiodatei herunterladen.
- Der Hummelflug ist mit einer Variante von Gwidons Heldenmotivs kombiniert:[7]:440Der Hummelflug. Fassung für zwei Klaviere von Russel Warner, gespielt von Neal and Nancy O’Doan
Die Audiowiedergabe wird in deinem Browser nicht unterstützt. Du kannst die Audiodatei herunterladen.
- Das Leidensmotiv Militrissas:[7]:421
Die Audiowiedergabe wird in deinem Browser nicht unterstützt. Du kannst die Audiodatei herunterladen.

## Werkgeschichte

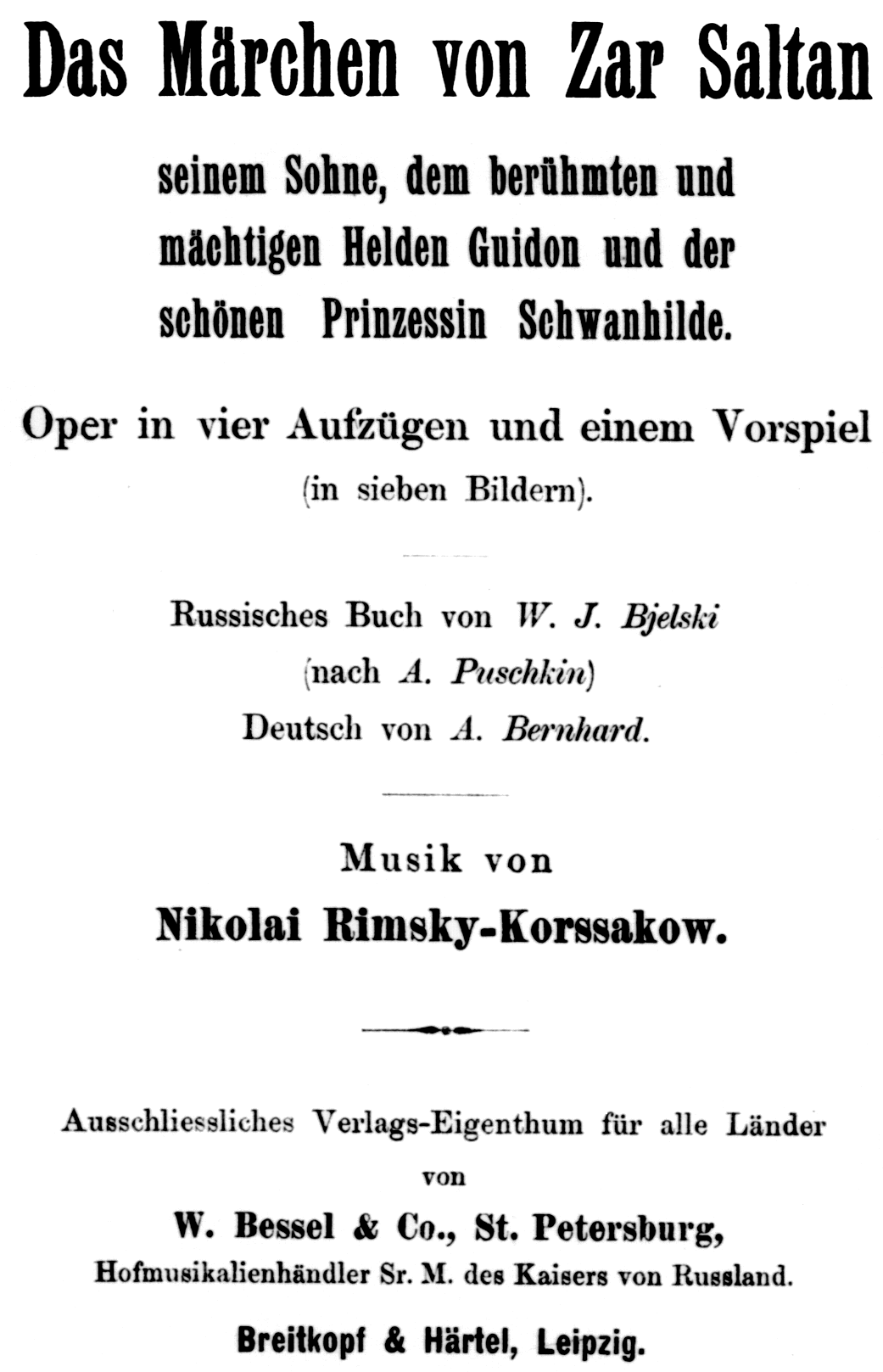
Titelblatt der deutschen Übersetzung von August Bernhard

Das Libretto von Nikolai Rimski-Korsakows Oper Skaska o zare Saltane (Das Märchen vom Zaren Saltan) stammt von Wladimir Belski. Es basiert auf einem Märchen Alexander Puschkins aus dem Jahr 1831. Das Sujet wählte Rimski-Korsakow auf Anregung von Wladimir Stassow. Er würdigte damit den 100-jährigen Geburtstag Puschkins. Im Winter 1898 prüfte er zunächst zusammen mit Belski die Eignung des Stoffes.:232 Im Frühjahr 1899 begann er mit der Komposition, während Belski ihm die jeweils vollendeten Teile des Librettos Stück für Stück schickte. Puschkins Verse übernahm Belski weitgehend, ergänzte aber auch eigene Verse. Rimski-Korsakow steuerte ebenfalls mit eigenen Ideen wie den Figuren des Hofnarren und des alten Mannes zum Text bei.:232 Die Komposition war bereits im Sommer desselben Jahres abgeschlossen und im Januar 1900 fertig orchestriert. Die drei Orchesterzwischenspiele stellte er bereits im Dezember 1899 als Orchestersuite Музыкальные картинки к сказке о царе Салтане (Musykalnyje kartinki k skaske o zare Saltane/Musikalische Bilder zum Märchen vom Zaren Saltan) in Petersburg vor.
Die Uraufführung fand am 21. Oktoberjul. / 3. November 1900greg. im Solodownikow-Theater in Moskau statt. Michail Ippolitow-Iwanow leitete die herausragendsten Mitglieder des Ensembles der Russischen Privatoper von Sawwa Mamontow, der sich zu dieser Zeit aufgrund einer Fehlspekulation in Haft befand.:247 Es sangen Nikolai Mutin (Saltan), Jelena Zwetkowa (Militrissa), Alexandra Rostowzewa (Tkatschicha), Adelaida Weretennikowa (Powaricha), Warwara Strachowa (Babaricha), Anton Sekar-Roschanski (Gwidon), Nadeschda Sabela (Schwanen-Zarewna), Wassili Petrowitsch Schkafer (alter Mann), Nikolai Scheweljow (Bote), Michail Lewandowski (Hofnarr). Für die Inszenierung war Michail Walentinowitsch Lentowski zuständig.:118 Die Bühnenbilder von Michail Wrubel wurden besonders geschätzt. Unabhängig von der Opernproduktion, für die Wrubel auch die Kostüme entwarf, schuf er in diesem Zusammenhang mit Der Schwanenvogel und Die Schwanenprinzessin zwei Gemälde. Letzteres gilt als eines seiner bedeutendsten Werke.:117

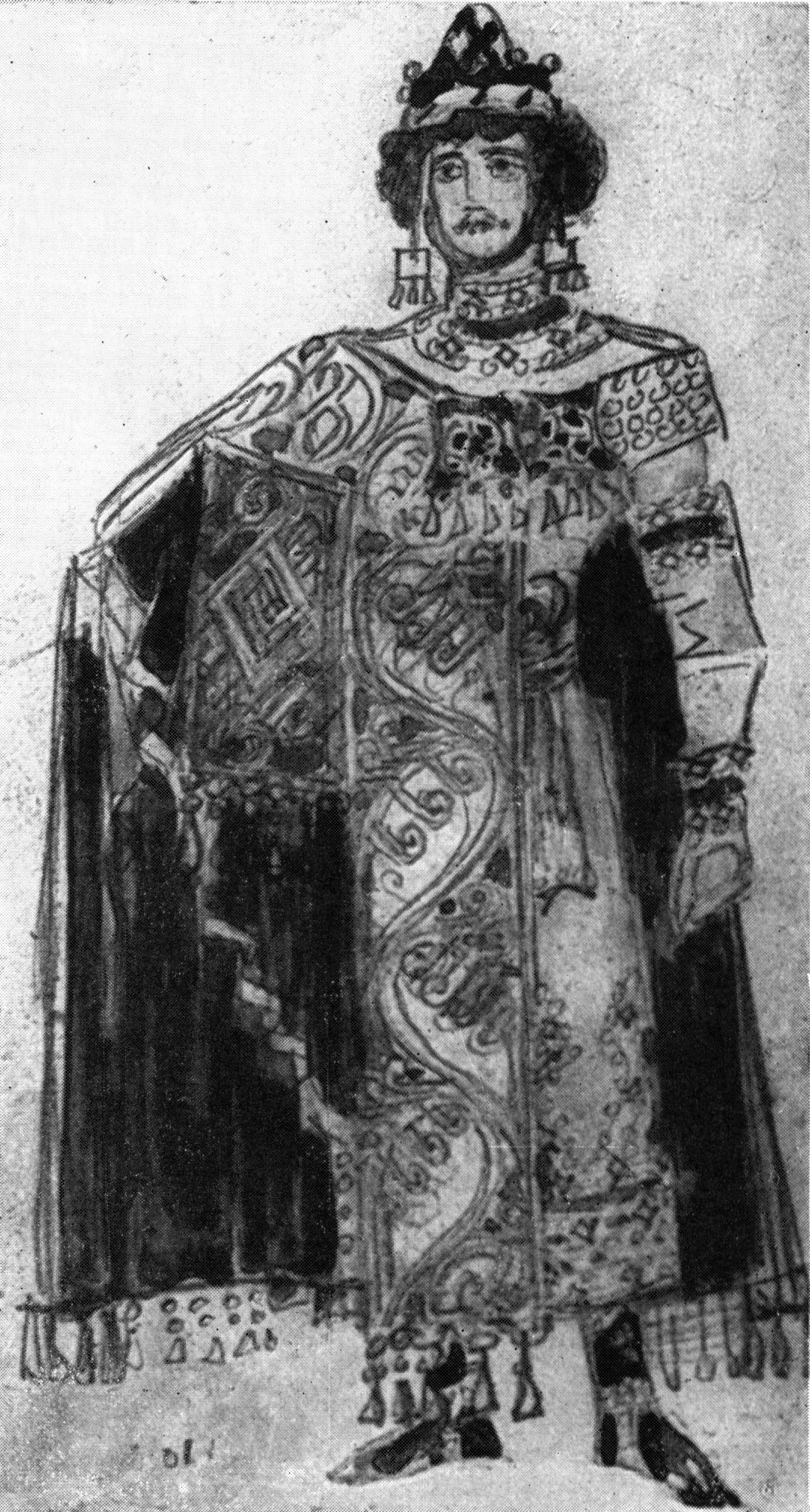
Kostümskizze des Gwidon nach einem Aquarell von Michail Wrubel (1900)
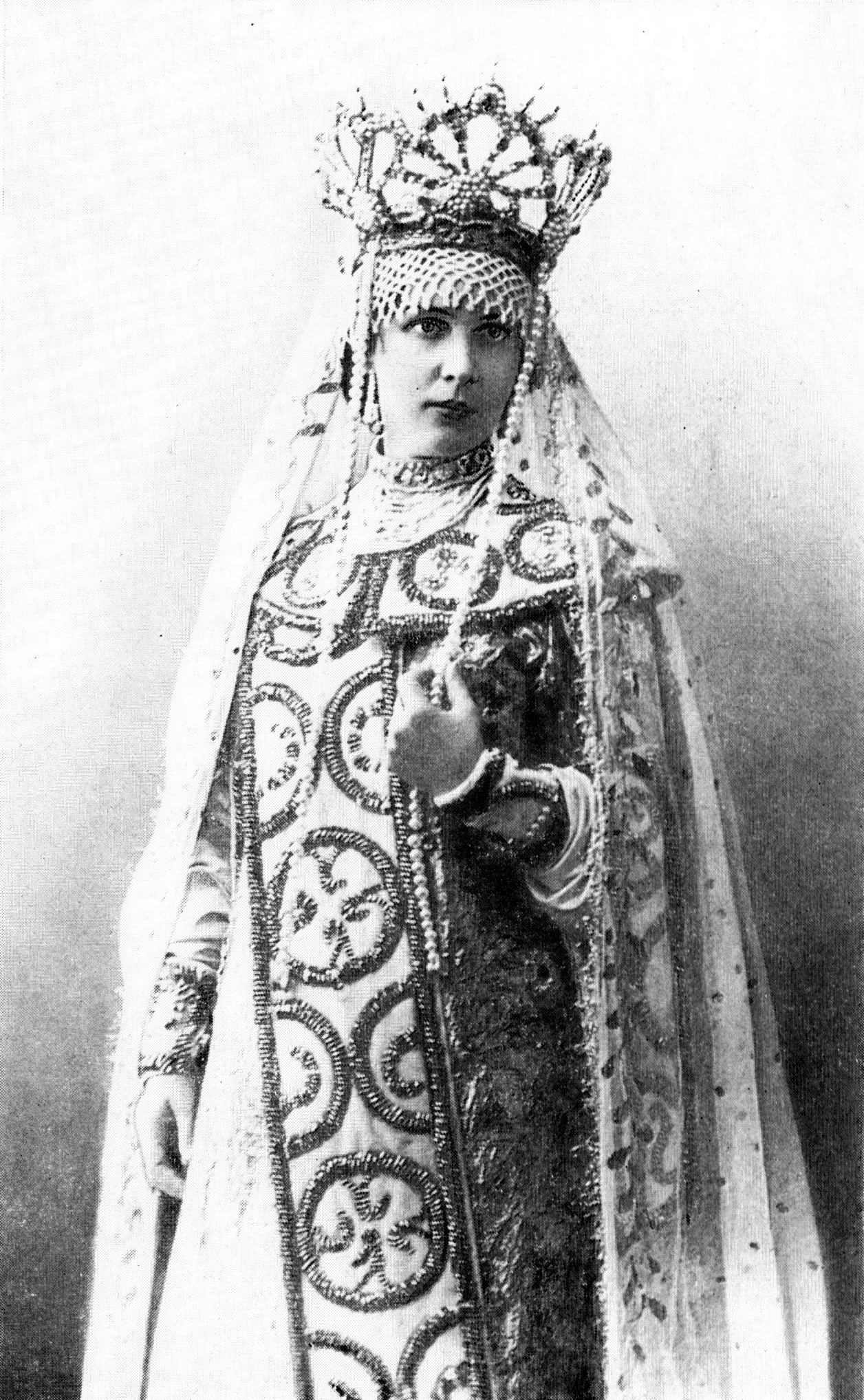
Jelena Zwetkowa als Militrissa (Russische Privatoper 1900)
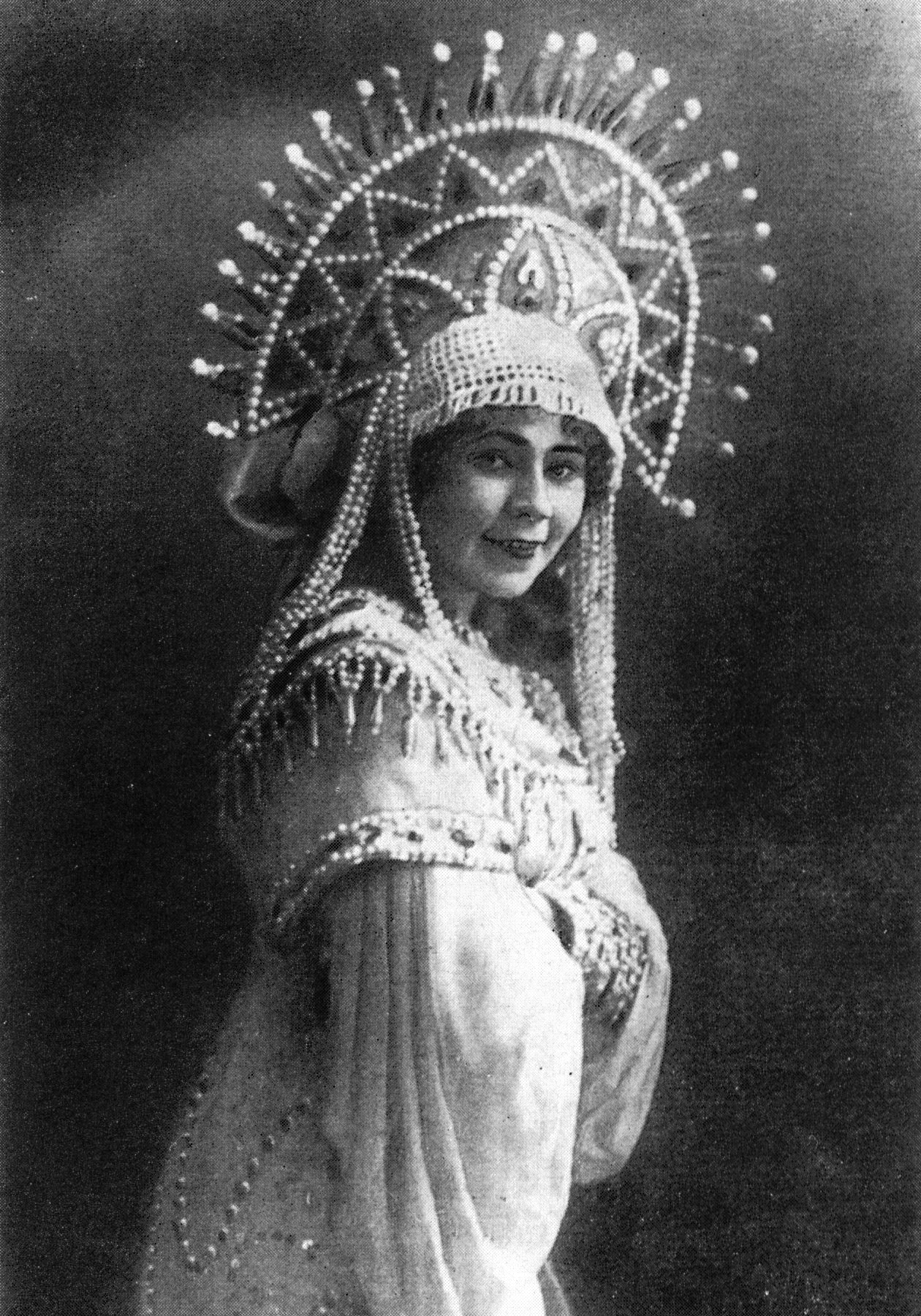
Jelena Stepanowa als Schwanen-Zarewna (Bolschoi-Theater 1913)
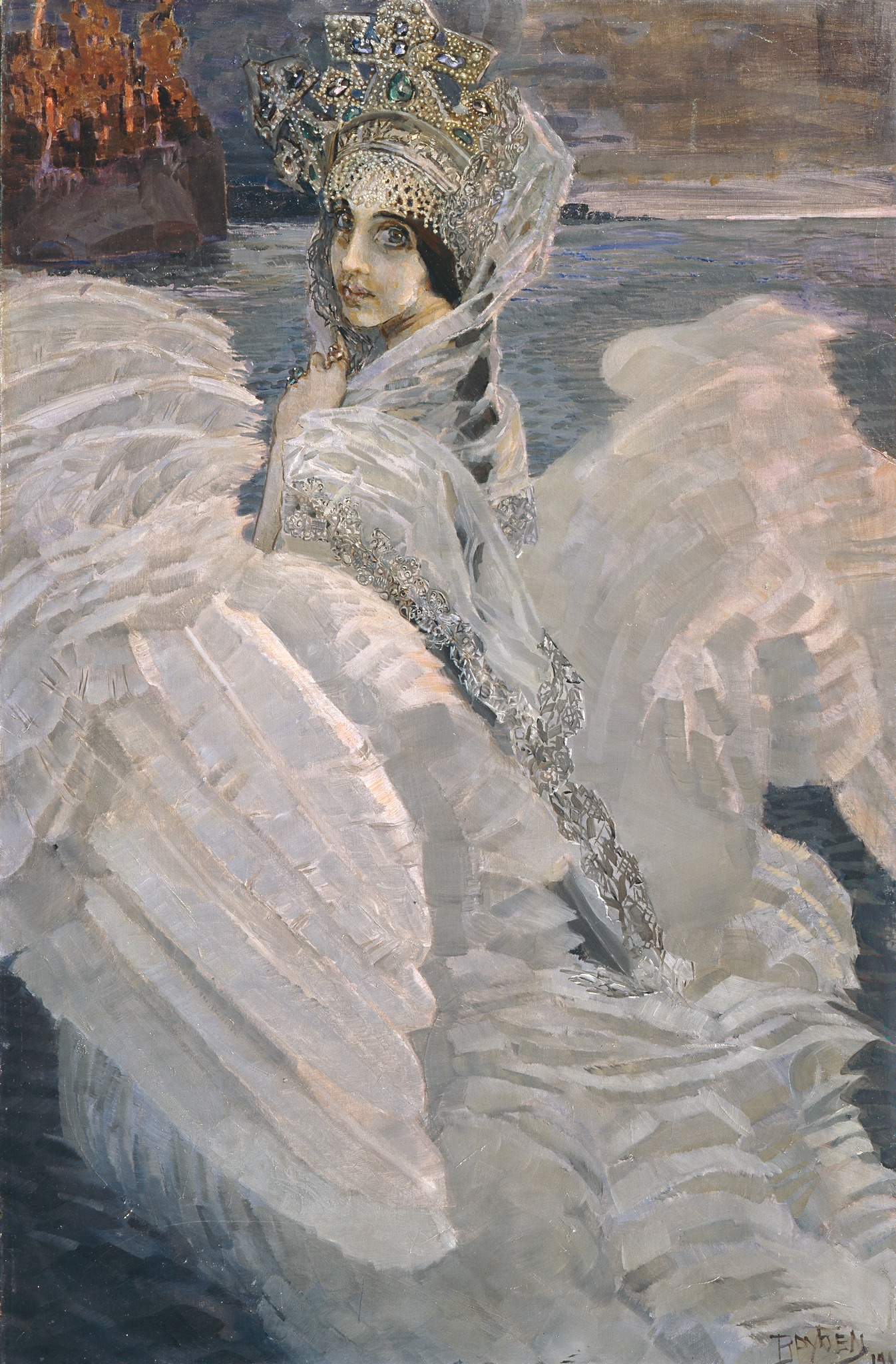
Michail Wrubel: Die Schwanenprinzessin (1900)

Im Vorwort verbot Rimski-Korsakow ausdrücklich „willkürliche Striche oder Kürzungen“ ohne seine Zustimmung, eine Zerstörung des „dramatische[n] Sinn[s]“ sowie Transpositionen und andere Änderungen an den Gesangspartien. Die nicht gerade singenden Personen sollten jegliche überflüssige Bewegung oder Mienenspiel vermeiden, das die Aufmerksamkeit ablenken könnte. Die Oper sei „in erster Linie ein musikalisches Kunstwerk“.
Das Märchen vom Zaren Saltan wurde besonders in Russland viel gespielt. Die Partie der Schwanen-Zarewna interpretierten bedeutende russische Sopranistinnen wie Jelena Stepanowa, Antonina Neschdanowa, Jelena Katulskaja oder Irina Maslennikowa. Erste Neuinszenierungen nach der Uraufführung gab es in St. Petersburg 1902, 1905, 1908 und 1915 (letztere im Mariinski-Theater), in Moskau 1906 (durch Sergei Simins Neue Russische Privatoper) und in Kiew 1908.:248 An das Moskauer Bolschoi-Theater kam das Werk erstmals 1913 mit festlichen Dekorationen von Konstantin Korowin. Grigori Pirogow sang den Zaren, L. N. Balanowskaja die Militrissa, M. G. Gukowa die Köchin und Jelena Stepanowa die Schwanen-Zarewna.:119 Neue Inszenierungen gab es dort 1937/1938 (Fassung von Wladimir Losski) und 1959 (Fassung von Georgi Ansimow). Diese Bearbeitungen nutzten die Orchestervorspiele, um die Handlung bildlich zu verdeutlichen.:248 Die jüngste Neuproduktion am Bolschoi hatte im Herbst 2019 Premiere.
Außerhalb Russlands lassen sich die folgenden Produktionen nachweisen:
- 1919: London, Covent Garden; Ausstattung: Nikolai Roerich.[2]
- 1924: Barcelona, Gran Teatre del Liceu; Inszenierung: Simon Lissim; katalanische Fassung von Joaquín Pena und Kallinik Gonsseff.[2]
- 1925: Riga.[3]:248
- 1926: Brüssel.[3]:248
- 1926: Buenos Aires.[2]
- 1927: Aachen; deutsche Fassung von August Bernhard.[2]
- 1929: Mailand, Teatro alla Scala; Ausstattung: Nicolas Benois.[2]
- 1929: Paris, Théâtre des Champs-Élysées, Produktion der Opéra Russe privé von Marija Kusnezowa; Bühnenbild: Iwan Bilibin, Regie: Nikolai Jewreinow.[2]
- 1933: London, Sadler’s Wells.[2]
- 1937: New York, St. James Theatre; als The Bumble Bee Prince.[2]
- 1958: Bern.[2]
- 1959: Köln.[2]
- 1962: Wiesbaden.[2]
- 1962: Stralsund; Regie und Textfassung von Harry Kupfer; auch 1966 in Weimar, 1977 in Dresden und 1993 an der Komischen Oper Berlin.[2]
- 1967: Detmold.[12]
- 1977: Leipzig.[13]
- 1981: Bern.[5]:450
- 1983: Darmstadt.[2]
- 1983: Kiel.[14]
- 1988: Reggio nell’Emilia und Teatro Lirico Mailand; Orchester der Mailänder Scala, Dirigent: Wladimir Fedossejew, Regie: Luca Ronconi, Bühnenbild: Gae Aulenti.[2]
- 1992: Bremerhaven.[15]
- 1996: Halle.[16]
- 2008: München, Staatstheater am Gärtnerplatz; Musikalische Leitung: David Stahl, Inszenierung: Beverly Blankenship, Bühne: Marianne Hollenstein, Kostüme: Susanne Hubrich, Choreografie: Fiona Copley.[17][18]
- 2015: Staatsoperette Dresden; Musikalische Leitung: Andreas Schüller, Inszenierung: Arne Böge, Bühnenbild und Kostüme: Hendrik Scheel.[19]
- 2019: Brüsseler Opernhaus La Monnaie/De Munt; Musikalische Leitung: Alain Altinoglu, Inszenierung und Bühnenbild: Dmitri Tschernjakow, Kostüme: Elena Zaytseva.[20] Auszeichnung als „Beste Neuproduktion“ bei den International Opera Awards 2020/21.[21]
- 2023: Staatsoper Hannover; Musikalische Leitung: James Hendry, Inszenierung: Eva-Maria Höckmayr, Bühnenbild: Julia Rösler, Kostüme: Andy Besuch.[22]

1932 spielte die Ballettkompanie von Bronislava Nijinska an der Pariser Opéra-Comique das Ballett La princesse cygne mit einer an die Oper angelehnten Handlung und Teilen der Musik. Das Bühnenbild stammte von Boris Bilinski.
Fritz Oeser schuf 1961 unter dem Pseudonym „Paul Friedrich“ eine Fassung, in der der alte Mann das Schicksal Militrissas voraussagt und die  Schwanen-Zarewna von einem Zauber erlöst werden muss. Sigrid Neef verurteilte dies als Verfälschung der Figur des alten Mannes und Einführung eines nicht vom Komponisten beabsichtigten „teleologischen Konzepts“.:234,248 In Puschkins Märchen wechselt der Schwan aus freien Stücken seine Gestalt und Lebensweise.:448
Als besonders populär erwies sich neben der Orchestersuite vor allem der Hummelflug des dritten Akts, der später für fast alle denkbaren Instrumente bearbeitet wurde.

## Aufnahmen
- 1952 – Hans Müller-Kray (Dirigent), Radio-Sinfonieorchester Stuttgart.
 Wilhelm Schirp (Saltan), Maud Cunitz (Militrissa), Hetty Plümacher (Tkatschicha), Res Fischer (Babaricha), Christo Bajew (Gwidon), Friederike Sailer (Schwanen-Zarewna), Franz Fehringer (alter Mann), Robert Titze (Bote).
 In deutscher Sprache.
 Walhall „Eternity Series“ WLCD 0242 (2 CDs).[23]
- 1955 – Wassili Nebolsin (Dirigent), Orchester und Chor des Bolschoi-Theaters Moskau.
 Iwan Petrow (Saltan), Eugenia Fedorowna Smolenskaja (Militrissa), Larissa Nikitina (Tkatschicha), Elisabeth Schumilova (Powaricha), Eugenia Matwejewna Werbitzkaja (Babaricha), Wladimir Wiktorowitsch Iwanowsky (Gwidon), Galina Wassiljewna Olejnitschenko (Schwanen-Zarewna), Pavel Tschekin (alter Mann), A. Ivanov (Bote), Marc Rechetine (Hofnarr).
 Studioaufnahme.
 MK DO 05010-5 (3 LPs), Chant du monde CD: 2781037-8 (2 CDs), harmonia mundi: LDX 78019 (3 LPs), LYS CD: LYS 512-513 (2 CDs).[24]:15227[25]:394
- 1956 – Dimitri Zebre (Dirigent), Orchester und Chor der Nationaloper Zagreb.
 Zdravko Kovac (Saltan), Nada Toncic (Militrissa), Tatiana Slastenko (Tkatschicha), Bianca Dezman-Kavur (Powaricha), Marianna Radev (Babaricha), Janec Lipusek (Gwidon), Maria Glavasevic (Schwanen-Zarewna), Franco Paulik (alter Mann), Milivoy Belavic (Bote), Milivoy Bacanovic (Hofnarr).
 Studioaufnahme.
 Philips A 02014-6 (3 LPs), Artia ALS 502 (3 LPs), PACO 120 (CD).[24]:15228[25]:394[26]
- 1978 – Siegfried Kurz (Dirigent), Harry Kupfer (Regie), Staatskapelle Dresden, Chor der Dresdener Staatsoper.
 Rolf Wollard (Saltan), Lidija Ruschizkaja (Militrissa), Barbara Höhne (Babaricha), Stephan Spiewok (Gwidon), Ilse Ludwig (Schwanen-Zarewna), Eleonore Elstermann (Sonstige).
 Video, live aus Dresden, deutsche Fassung.
 Parnassus PDVD 146 (1 DVD), View VI: 1406 (1 LD).[24]:15229[25]:670[27]
- 2019 – Alain Altinoglu (Dirigent), Dmitri Tschernjakow (Regie und Bühne), Elena Zaytseva (Kostüme), Gleb Filschtinski (Video und Lichtdesign), Orchester und Chor des Brüsseler Opernhauses La Monnaie/De Munt.
 Ante Jerkunica (Saltan), Svetlana Aksenova (Militrissa), Stine Marie Fischer (Tkatschicha), Bernarda Bobro (Powaricha), Carole Wilson (Babaricha), Bogdan Volkov (Gwidon), Olga Kulchinskaya (Schwanen-Zarewna), Vasily Gorshkov (alter Mann), Nicky Spence (Bote), Alexander Vassiliev (Hofnarr).
 Video, live aus Brüssel.
 Videostream des Brüsseler Opernhauses.[28]